# Луис Мерло
Луис Мерло (на испански: Luis Merlo) е испански актьор.

## Биография
Луис Мерло е роден в Мадрид на 13 юни 1966 г. в семейството на актьорите Карлос Лараняга и Мария Луиса Мерло. Племенник по бащина линия е на актрисата Ампаро Ривейес.
Започва актьорската си кариера през 1985 г. с роли в театъра. Става известен на широката публика с ролята си на Маури в телевизионния сериал „Щурите съседи“ (Aquí no hay quien viva), за която получава наградата на Испанската академия за най-добър телевизионен актьор през 2004 година. Участва от 9-и сезон на „Новите съседи“ (La Que se Avecina).
- „Кенгурата“ (Canguros) – 1994 г.
- „Господин кмет“ (Señor alcalde) – 1998 г.
- „Лондон“ – 2003 г.
- „Щурите съседи“ (Aqui no hay quen viva) (2003 – 2006) (90 епизода)
- „Интернатът“ (El internado) (2007 – 2010)
- „Новите съседи“ (La que se avecina) (2016 – 2020) (4 сезона)